# Rio de Ronneby
O rio de Ronneby em Korrö
O Rio de Ronneby (em sueco: Ronnebyån) é um rio do Sul da Suécia. Nasce na Småland, atravessa Blekinge, e deságua no Mar Báltico, perto de Ronneby. Tem uma extensão de 110 km.